# 青鱼
青鱼（学名：Mylopharyngodon piceus）是輻鰭魚綱鯉形目鯝科下属的一种，也是青鱼属（Mylopharyngodon）的唯一物種，中国四大家鱼之一，别称鲩鱼、青鲩、乌青、螺蛳青、黑鲩、乌鲩、黑鲭、乌鲭、铜青、青棒、五侯青等；在台湾称為烏溜、烏鰡或鰡仔；岭南常稱之為鯇魚。

## 分布
原產於中國淡水河流、俄罗斯黑龙江流域及越南北部，已引進世界各地，並造成部分地區生態衝擊。

## 特徵
體長而側扁，體型壯碩，比鯉魚、鳙魚、草魚都要大。魚體背部青黑色，腹部灰白色，成長後全身黝黑，体表有较大的圆鳞，鳍为灰黑色，背鰭短，尾鰭凹形，背鰭軟條7至9枚；臀鰭軟條8至10枚，側線明顯，側線鱗42至43個，下咽齒兩側4至5枚。
成魚最大的最大個體體長可達1.9公尺，可超過100公斤（有記錄如2004年9月19日捕獲於中國江蘇省南京市金牛湖的個體）。

## 生態
本魚為初級淡水魚，通常栖息在水的中下层，屬肉食性，主要以小河蚌、河蚬、螺蛳、福壽螺等底栖动物为食，在鱼苗阶段，则主要以浮游動物为食。青鱼生长迅速，个体较大。

## 經濟利用
青鱼為高價值魚類，由于青鱼容易饲养，近年来被引进至美国南部。但是，据称青鱼在美国的繁殖已经越出了特定的养鱼场，在密西西比河及其支流俄亥俄河和雷德河中均有发现。

## 疗效
中医学认为：青鱼的胆性苦寒，生吃时有毒，可阴干入药，有清热解毒的功效。青鱼的鱼鳞胶有止血的功效。

## 其他物種俗名
在中國東北地區，「青魚」一詞多指太平洋鯡，為當地常見的海鮮品種之一。

## 延伸阅读
[在维基数据编辑]
 《欽定古今圖書集成·博物彙編·禽蟲典·青魚部》，出自陈梦雷《古今圖書集成》